# Medalha do Jubileu "XX Anos do Exército Vermelho de Operários e Camponeses"
A Medalha do Jubileu "XX Anos do Exército Vermelho de Operários e Camponeses" (em russo: Юбилейная медаль «XX лет Рабоче-Крестьянской Красной Армии») foi uma medalha comemorativa estatal da União Soviética estabelecida em 24 de janeiro de 1938, por decreto do Presidium do Soviete Supremo da URSS para comemorar o vigésimo aniversário do Exército Vermelho de Operários e Camponeses e da Marinha.
O design da medalha foi criado pelo artista S. I. Dmitriev.

## Estatuto
A Medalha do Jubileu "XX Anos do Exército Vermelho de Operários e Camponeses" era concedida a membros do quadro permanente do comando e chefia do Exército Vermelho e da Marinha Soviética que:
- tivessem completado 20 anos de serviço nas fileiras do Exército Vermelho e da Marinha até 23 de fevereiro de 1938 (Dia do Exército Vermelho), e fossem veteranos com méritos reconhecidos na Guerra Civil e na luta pela liberdade e independência da pátria;
- ou tivessem sido condecorados com a Ordem do Estandarte Vermelho por distinção em combate durante a Guerra Civil.

Para o cálculo do tempo de serviço, também era considerada a atuação em unidades e milícias da Guarda Vermelha, bem como em destacamentos de guerrilheiros vermelhos que combateram contra os inimigos do poder soviético entre 1917 e 1921.
As regras de uso da medalha, incluindo a cor da fita e seu posicionamento na barra de condecorações, foram estabelecidas pelo decreto do Presidium do Soviete Supremo da URSS de 19 de junho de 1943, que aprovou os modelos e descrições das fitas para ordens e medalhas soviéticas.
Inicialmente, em presença de outras medalhas da URSS, a medalha era colocada após a Medalha de Nakhimov, conforme regulamentos como a ordem do Ministro dos Assuntos Internos da URSS de 2 de junho de 1975 (nº 140) e a do Ministro da Aviação Civil de 28 de outubro de 1977 (nº 175). A partir de 27 de julho de 1981, passou a ser posicionada após a Medalha "Pela Exploração dos Recursos Naturais e o Desenvolvimento do Complexo de Petróleo e Gás da Sibéria Ocidental", conforme norma do Ministério da Defesa da URSS de 4 de março de 1988 (nº 250).

## Descrição
A Medalha do Jubileu "XX Anos do Exército Vermelho de Operários e Camponeses" tem formato circular com 32 mm de diâmetro. A superfície é fosca, com uma borda brilhante de 2,5 mm. No anverso, há uma estrela vermelha esmaltada de cinco pontas com contorno prateado. Entre as pontas inferiores da estrela, aparece o número dourado "XX", medindo 8 mm de altura por 7 mm de largura, encostado à borda inferior.
No reverso, está representada a figura de um soldado do Exército Vermelho disparando com um fuzil, com 25 mm de altura, vestindo uniforme de sentinela de inverno. À direita, abaixo da figura, lê-se a inscrição “1918–1938”.
A medalha foi produzida em prata oxidada 925, com as letras "XX" douradas. O conteúdo de metais preciosos é de 15,592 g de prata pura e 0,10 g de ouro.
Ela era presa a uma base retangular por meio de uma argola, com uma moldura inferior onde passava uma fita vermelha. Na parte de trás da base, havia um pino roscado com porca para fixação na roupa.
A porca trazia em relevo a marca “MONDVOR” (em russo: “МОНДВОР”) (Casa da Moeda de Moscou) e o número de série da medalha, correspondente ao número do certificado de concessão.
Após o decreto de 19 de junho de 1943, todas as medalhas passaram a ser usadas com colodres pentagonais e fitas padronizadas. A fita atribuída a esta medalha era cinza, com duas faixas vermelhas longitudinais nas bordas. A largura da fita era de 24 mm, com 2 mm para cada faixa vermelha. A fixação era feita por alfinete na parte de trás da colodre.

## Premiados
Entre janeiro de 1938 e dezembro de 1940, a Medalha do Jubileu "XX Anos do Exército Vermelho de Operários e Camponeses" foi concedida a 32.127 pessoas.
Segundo relatório do chefe do Departamento de Comando do Exército Vermelho, Efim Shchadenko, datado de 5 de maio de 1940, o número de condecorados em 1938 foi de 27.575 pessoas, e em 1939, de 2.515.
Em 1 de janeiro de 1995, o total de agraciados com a medalha havia chegado a 37.504. O número mais baixo conhecido da medalha é 863; o mais alto, 37.672. Após a Segunda Guerra Mundial, a medalha tornou-se uma condecoração rara: muitos condecorados foram vítimas de repressão, morreram ou foram capturados durante a guerra, embora não haja estatísticas detalhadas sobre isso.

## Ligações
- «Юбилейная медаль «XX лет Рабоче-Крестьянской Красной Армии» // Ордена и медали СССР». Cópia arquivada em 30 de maio de 2017
- «Документы к медали «XX лет Рабоче-Крестьянской Красной Армии» // Ордена и медали СССР». Consultado em 30 de setembro de 2011